# Charles Bukowski

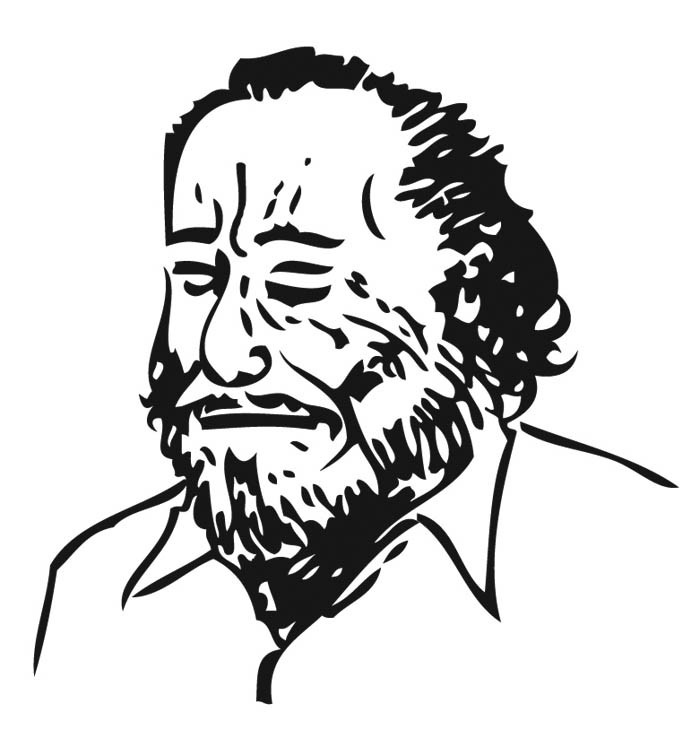
En teckning föreställande Charles Bukowski.

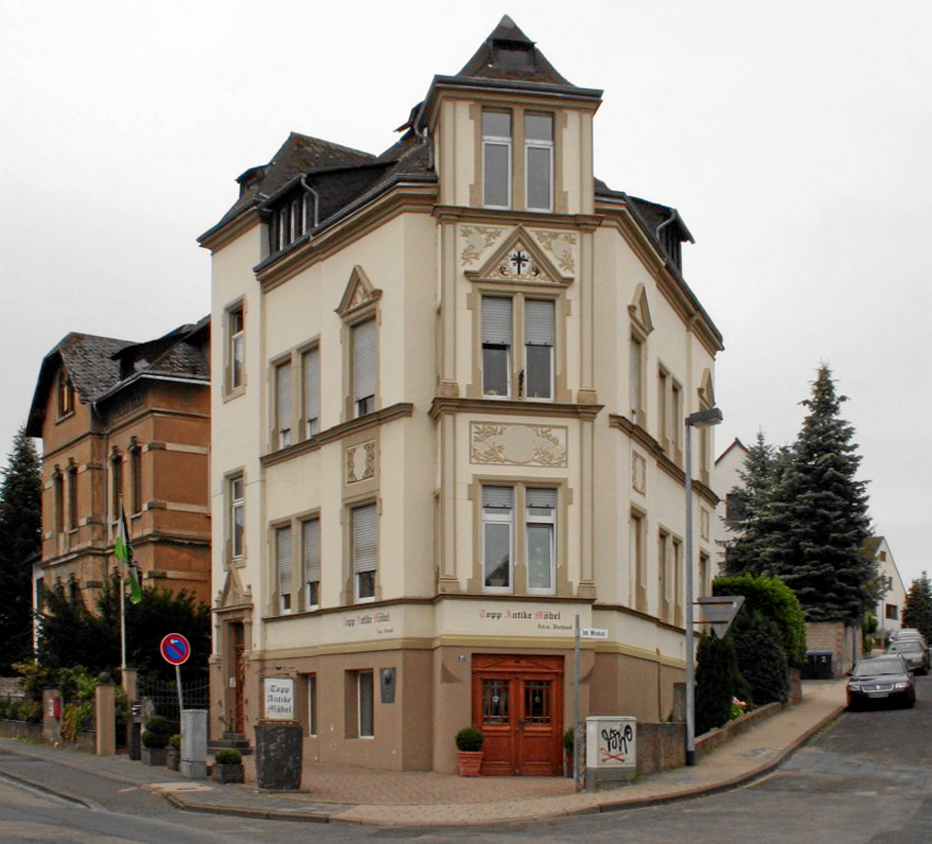
Charles Bukowskis födelsehus, Aktienstrasse, Andernach.

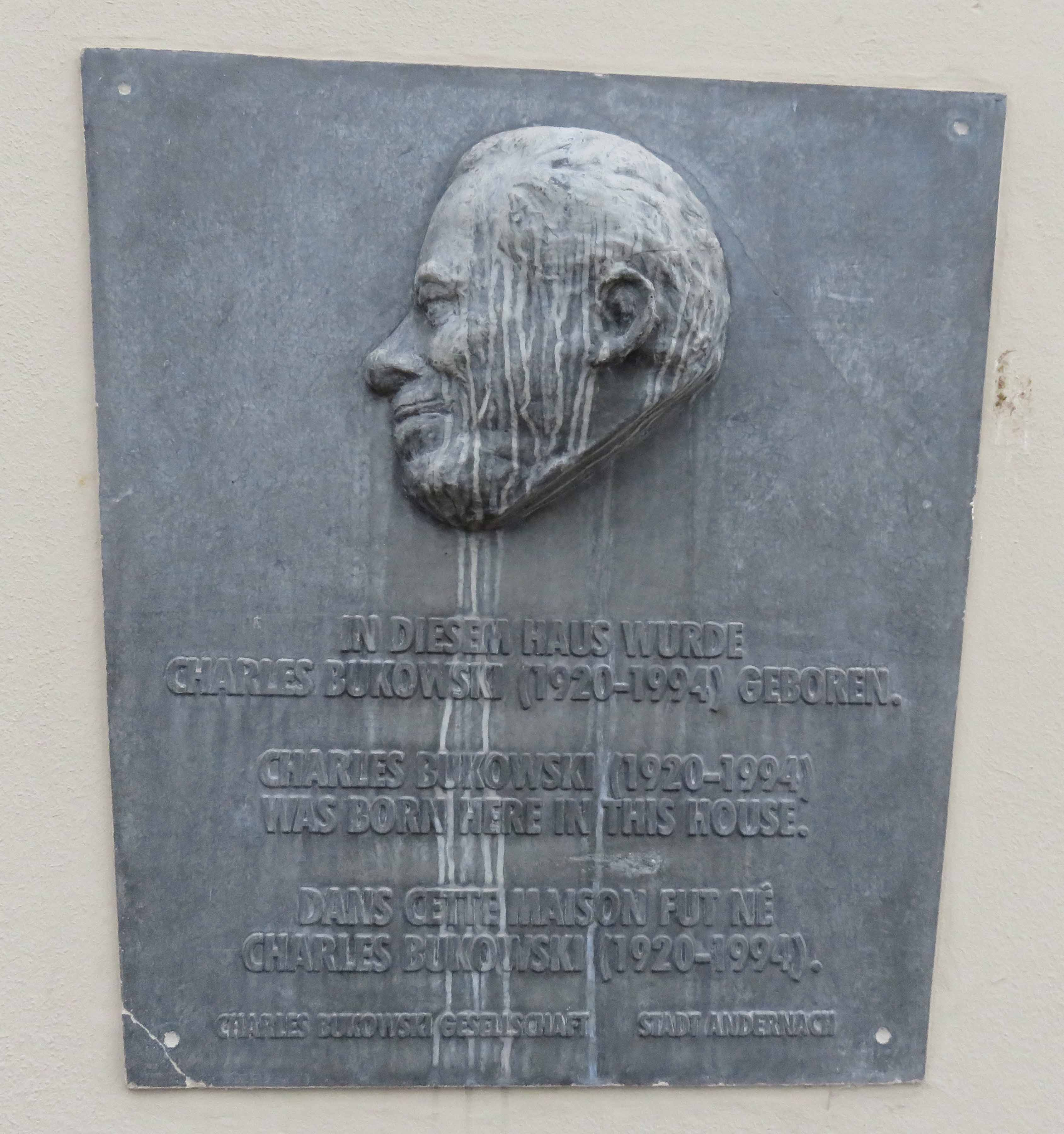
Minnesplakett på Charles Bukowskis födelsehus i Andernach.

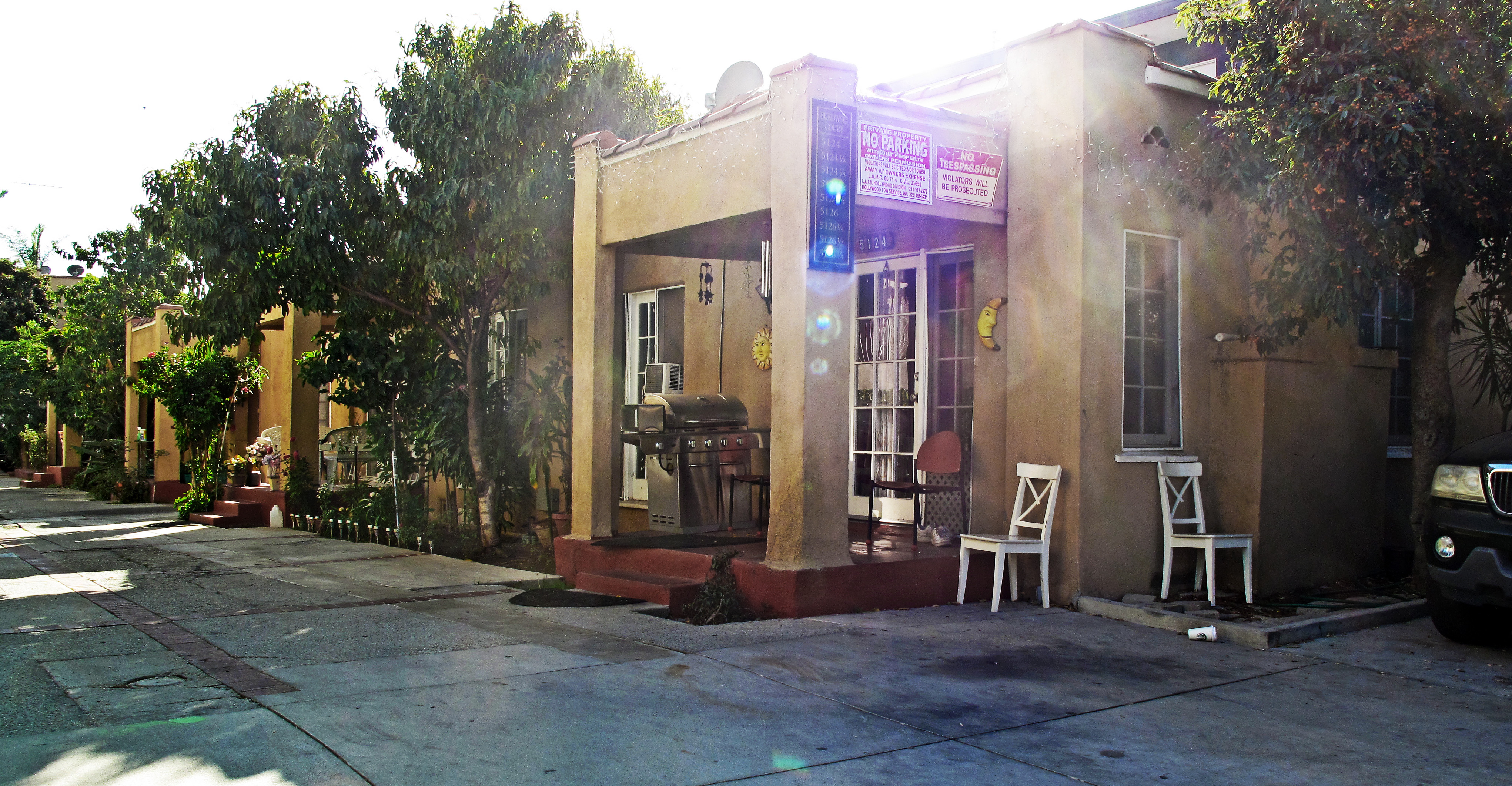
5124 DeLongpre Avenue, Los Angeles, Charles Bukowskis adress 1963–1972.

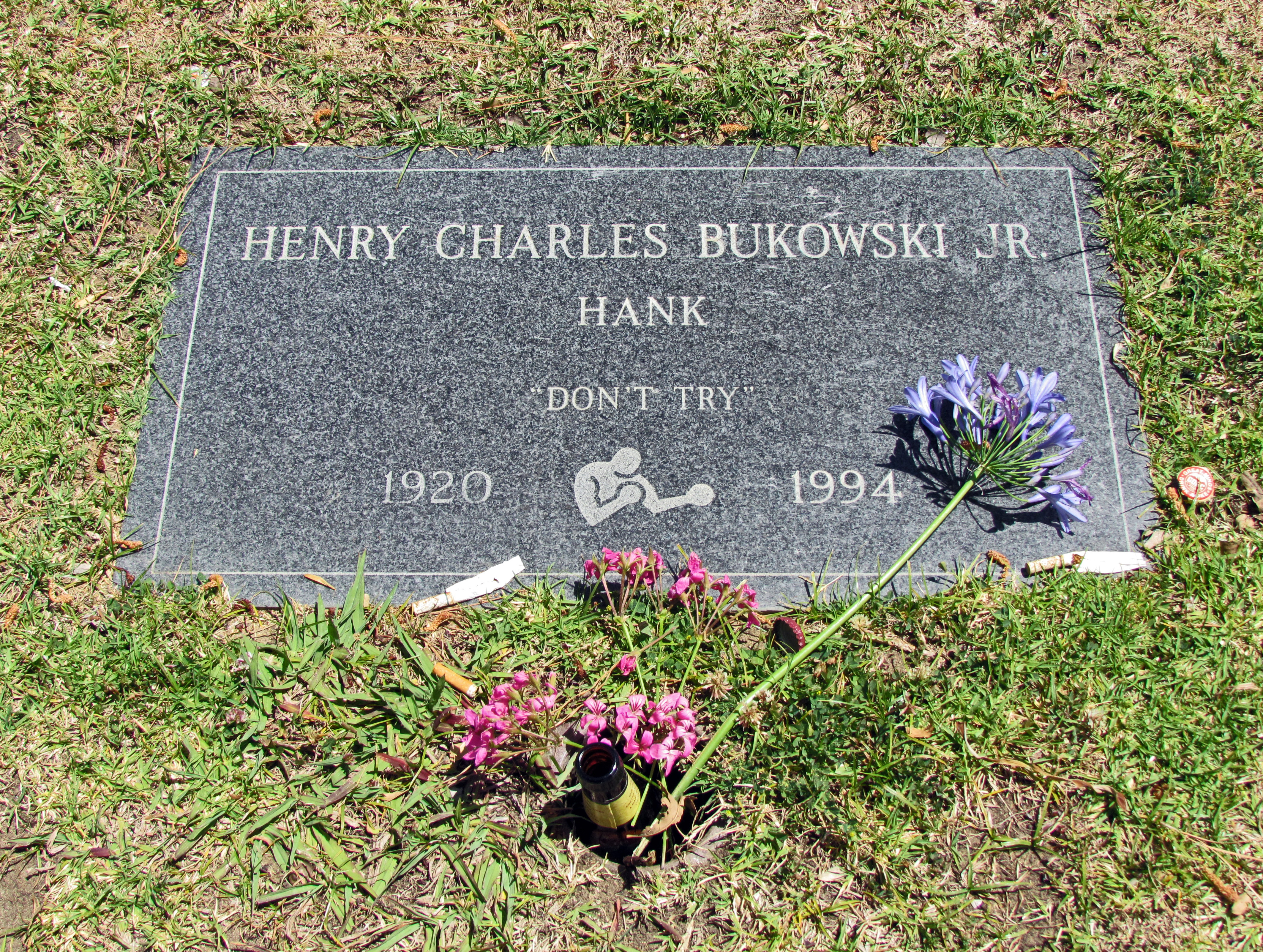
Charles Bukowskis grav, Green Hills Memorial Park, Los Angeles.

Henry Charles Bukowski, ursprungligen Heinrich Karl Bukowski, född 16 augusti 1920 i Andernach, Rhenprovinsen, död 9 mars 1994 i stadsdelen San Pedro, Los Angeles, var en tysk-amerikansk poet och författare. Bukowski influerades starkt av geografin och atmosfären i sin hemstad Los Angeles, och kännetecknas av en tonvikt på det vardagliga livet för fattiga och marginaliserade amerikaner, skrivandet, alkohol, förhållanden till kvinnor, arbetets slit, och galoppsport. Bukowski skrev tusentals dikter, hundratals noveller och sex romaner, tills det att han till slut hade 60 böcker i tryck. Han kallas ibland för "Poet laureate till Skid Row".

## Biografi
Bukowski studerade utan framgång journalistik vid Los Angeles City College och levde ett vagabonderande liv under 1940-talet, efter att under andra världskriget ha fått frisedel från försvaret, för att från 1952 under tre år arbeta som brevbärare i hemstaden Los Angeles. Sedan han sagt upp sig från postverket och blivit opererad för ett livshotande magsår började han skriva stora mängder poesi. 1958 lyckades han åter få anställning inom postverket och arbetade sedan som postsorterare tills han 1969 fick chansen att försörja sig som författare tack vare stöd från sin blivande förläggare John Martin.
I slutet av 1950-talet började Bukowski publicera poesi och gjorde sig känd för en grov och hänsynslös stil. Framför allt kommer denna till uttryck i de fyra självbiografiska romanerna om Henry Chinaski (samtliga översatta till svenska). Bukowski bejakade en svart syn på livet, med en varm syn på kvinnan, spriten och dem på samhällets botten. I de flesta TV-inslag som finns om Bukowski är han kraftigt berusad. I sina böcker beskriver han samhället från de plågades perspektiv, han skildrar verkligheten sådan som den tedde sig för de som levde i dåtidens slum. Han skrev även manuset till filmen Barfly från 1987. Han avled i leukemi 1994. Göran Greider påpekar att ”han bör betraktas som en av de främsta arbetarförfattarna i världen”.